# Caio (geslacht)
Caio is een geslacht van vlinders uit de familie der nachtpauwogen (Saturniidae). De wetenschappelijke naam werd voor het eerst geldig gepubliceerd door Travassos & Noronha in 1968. De soorten uit dit geslacht komen voor in Midden-Amerika.

## Soorten
- C. aglia Felder, 1874
- C. championi (Druce, 1886)
- C. chiapasiana (Brechlin & Meister, 2010)
- C. eminens Dognin, 1891
- C. flavior Oiticica & Michener, 1950
- C. harrietae (Forbes, 1944)
- C. hidalgensis (Brechlin & Meister, 2010)
- C. johnsoni Oiticica & Michener, 1950
- C. richardsoni (Druce, 1890)
- C. romulus (Maassen, 1869)
- C. rufescens Oiticica & Michener, 1950
- C. undilinea (Schaus, 1921)
- C. witti (Brechlin & Meister, 2010)